# Obergünzburg
Obergünzburg település Németországban, azon belül Bajorországban. Lakosainak száma 6543 fő (2023. december 31.).

## Népesség
A település népessége az elmúlt években az alábbi módon változott:
| Lakosok száma | 1327 | 3055 | 4908 | 5476 | 6190 | 6176 | 6392 | 6409 | 6414 | 6543 |
|               | 1875 | 1950 | 1975 | 1987 | 2012 | 2014 | 2016 | 2017 | 2021 | 2023 |